# Heidi Heitkamp
Mary Kathryn "Heidi" Heitkamp (Breckenridge, Estados Unidos, 30 de octubre de 1955) es una política estadounidense afiliado al Partido Demócrata. De 2013 a 2019 representó al estado de Dakota del Norte en el Senado de ese país.